# 갓타촌 (오카야마현)
갓타촌(鹿田村)은 오카야마현 마니와군에 있던 촌이다. 현재의 마니와시 갓타（〒719-3152） 에 해당한다.

## 역사
- 1889년 6월 1일 - 정촌제 시행에 수반해 마니와군 갓타촌이 성립하였다.
- 1901년 4월 1일 - 시마가타촌과 합병해 기야마촌이 성립하여, 동일 갓타촌이 폐지되어 기야마촌 오아자 갓타가 되었다.

## 참고문헌
- 和泉橋警察署 『新旧対照市町村一覧』第2冊（東京：加藤孫次郎、1889（明22））
- 地名編纂委員会 『角川日本地名大辞典33 岡山』（角川学芸出版、1989、ISBN 4040013301）